# Малая Рязань
Малая Рязань — село в Ставропольском районе Самарской области. Административно входит в сельское поселение Большая Рязань.

## География
Село находится на юге Самарской Луки, на правом берегу Волги. Связано автомобильной дорогой с Большой Рязанью и Брусянами.

## История
Село основано в 1770 году жителями соседнего села Большая Рязань.
К 1859 году в деревне Малая Рязань в 167 дворах жило: 398 мужчин и 450 женщин, которое входило в 1-й стан Сызранского уезда Симбирской губернии.
Так как в деревне Малой Рязани своей церкви не было, то прихожане ходили в Троицкую церковь села Б. Рязани. В деревни Рязани церковная школа грамоты была открыта в 1895 году, помещается в наемной квартире.
В 1900 году в дер. Малой Рязани в 128 дворах жило: 426 м и 468 ж..

## Население
| 2010 |
| ---- |
| 14   |